# Comunicació de camp proper
No confondre amb NFT.
La comunicació de camp proper o NFC (de l'anglès near field communication) és una tecnologia estandarditzada que té com a propòsit facilitar la interconnexió de dispositius i l'intercanvi de dades en un entorn acotat. Neix a partir de la identificació per radiofreqüència (RFID), tecnologia que utilitza ones de ràdio per transferir dades des d'una etiqueta o targeta cap a un lector que la pugui identificar o rastrejar sense la necessitat de cap contacte entre ells.
Els estàndards NFC cobreixen els protocols de comunicacions i formats d'intercanvi de dades i es basen en els estàndards d'identificació de radiofreqüència existents (RFID), inclosos ISO/IEC 14443 i FeliCa. Els estàndards inclouen ISO/IEC 18092 i els definits pel Fòrum NFC. A més del Fòrum NFC, el grup GSMA va definir una plataforma per al desplegament de les Normes NFC GSMA dins de telèfons mòbils. Els esforços de GSMA inclouen Trusted Services Manager, Single Wire Protocol, testing/certification i element segur. Els dispositius portàtils habilitats per NFC es poden proporcionar amb programari d'aplicació, per exemple per llegir etiquetes electròniques o fer pagaments quan es connecten a un sistema compatible amb NFC. Aquests estan estandarditzats a protocols NFC, substituint les tecnologies pròpies utilitzades per sistemes anteriors.
Un programa de llicències de patents per a NFC està en desenvolupament per France Brevets, un fons de patents creat el 2011. Aquest programa estava en desenvolupament per Via Licensing Corporation, una filial independent de Dolby Laboratories, i va ser terminada el maig de 2012. Una biblioteca NFC independent de plataforma, lliure i de codi obert, libnfc, està disponible sota la Llicència Pública General Menor de GNU.

Les aplicacions actuals i anticipades inclouen transaccions sense contacte, intercanvi de dades i configuració simplificada de comunicacions més complexes com Wi-Fi. A més, quan un dels dispositius connectats té connectivitat a Internet, l'altre pot intercanviar dades amb serveis en línia.

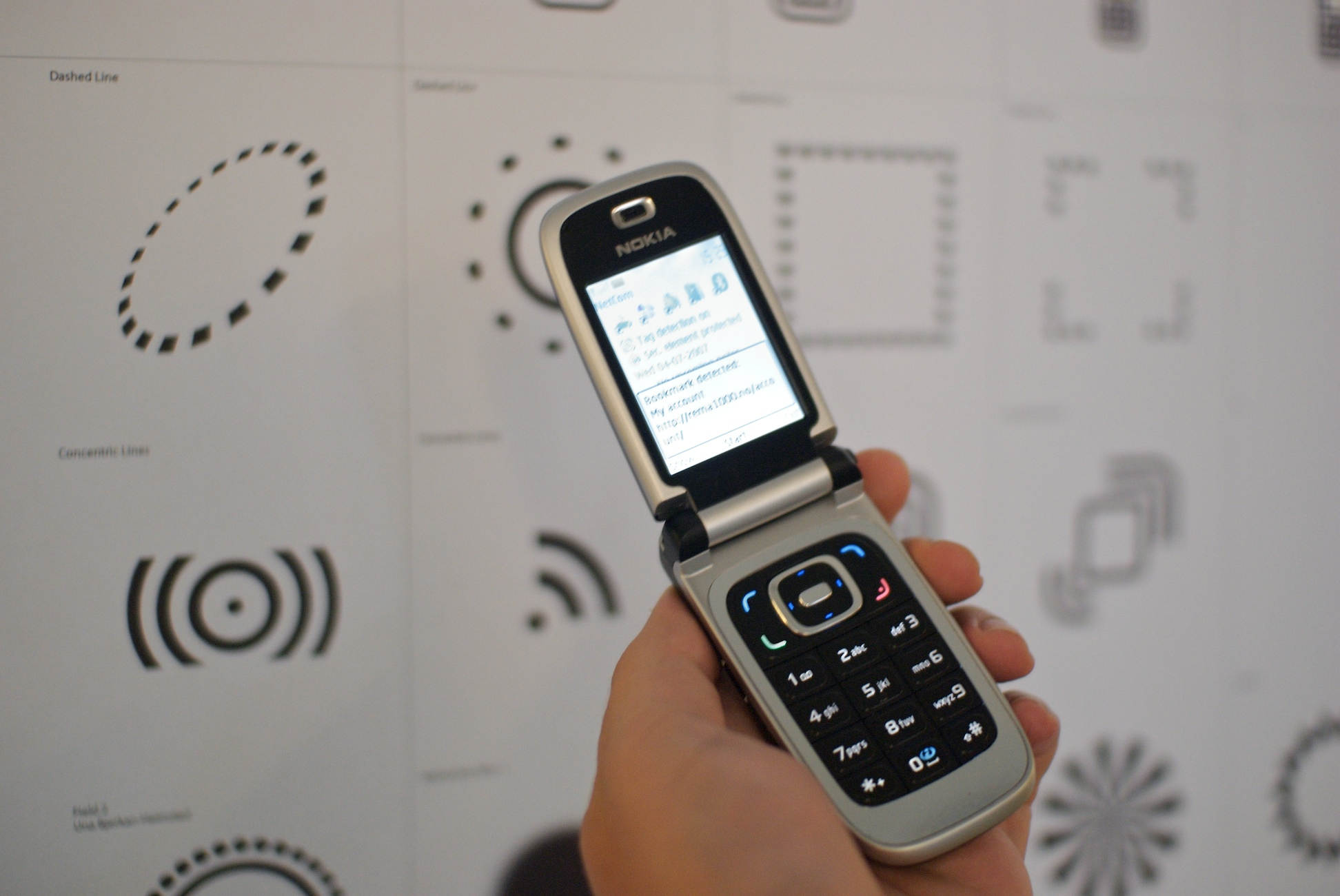
Figura 1:Dispositiu mòbil dotat de tecnologia NFC interactuant amb un cartell intel·ligent

## Història
La tecnologia NFC es basa en la identificació per radiofreqüència (RFID), una tecnologia sense fils que està en desenvolupament des de fa gairebé quatre dècades, quan es va començar a utilitzar durant la Segona Guerra Mundial. RFID permet l'ús d'un objecte (normalment anomenat tag RFID) que s'afegeix a un producte, animal o persona amb el propòsit d'identificació i seguiment utilitzant ones de ràdio. Un tag RFID consta de dos parts principals: a) un circuit integrat que emmagatzema i processa la informació, modula i demodula el senyal de radiofreqüència i altres funcions especialitzades; b) una antena per rebre i transmetre el senyal. Una de les característiques principals de la tecnologia NFC és que combina les funcions de tag i emissor/receptor RFID en un únic dispositiu. A més, en ser una extensió del RFID és compatible amb tota la seva infraestructura existent.
L'any 2004 sorgeix l'NFC Forum que, basant-se en aquest estàndard, crea una sèrie de protocols que normalitzen la forma en què NFC s'ha d'utilitzar per a garantir la interoperabilitat de dispositius de distints fabricants.
- 1983: S'assocïa la primera patent a les sigles RFID i es concedeix a l'investigador Charles Walton, especialitzat en l'estudi de les radiofreqüències.[2]
- 1997: Primera forma patentada i usada a joguines de personatges de Star Wars per Hasbro. La patent fou registrada originalment per Andrew White i Marc Borrett a Innovision Research and Technology (Patent WO9723060). L'enginy permetia comunicació de dades entre dues unitats molt properes.[3]
- 2002: S'inventa la tecnologia NFC per part de les empreses més importants dins el món dels dispositius mòbils i l'electrònica.
- 2003: La tecnologia NFC és aprovada com un estàndard ISO/IEC i ECMA.
- 2004: Nokia, Philips, Sony i NXP Semiconductors estableixen el NFC Forum.[4]
- 2006: Es comencen a establir les especificacions per les etiquetes NFC.[5]
- 2006: Sorgeixen les especificacions per cartells intel·ligents
- 2006: Surt a la venda el primer telèfon mòbil amb tecnologia NFC: el Nokia 6131.[6]
- 2009: El Forum NFC incorpora a la seva tecnologia els estàndards P2P, URL i Bluetooth.[7]
- 2010: Surt a la venda el primer telèfon mòbil amb sistema operatiu Android: el Samsung Nexus S.[8]
- 2010: Telefónica, La Caixa i Visa participen en un projecte pilot de pagament mitjançant telèfon mòbil amb tecnologia NFC a Sitges (Barcelona). Fet pioner a Europa, amb més de 1500 usuaris i 500 comerços.[9][10]
- 2011: Google fa una demostració pública sobre el funcionament de la tecnologia NFC i algunes de les seves aplicacions més interessants.
- 2011: Telefónica, Vodafone i Orange Espanya arriben a un acord per establir l'estàndard de tecnologia NFC com a forma de pagament mitjançant el telèfon mòbil[11]
- 2011: NFC rep el suport del sistema operatiu de telèfons mòbils Symbian amb el llançament de la versió Symbian Anna.[12]
- 2011: Google treu al mercat Google Wallet, un sistema de pagaments que empra la tecnologia NFC en les targetes de crèdit de Mastercard.[13]

- 2012: UK restaurant chain EAT. I Everything Everywhere (Orange Mobile Network Operator), soci de la primera campanya de correus intel·ligents habilitada per NFC al Regne Unit. Una aplicació de telèfon mòbil dedicada s'activa quan el telèfon mòbil habilitat per NFC entra en contacte amb el correu intel·ligent.

- 2012: Sony va introduir NFC "Smart Tags" per canviar modes i perfils en un telèfon intel·ligent de Sony a un rang proper, inclòs amb el Sony Xperia P Smartphone llançat el mateix any.
- 2013: Samsung i VISA anuncien la seva associació per desenvolupar pagaments mòbils.
- 2013: Els científics d'IBM, en un esforç per frenar el frau i les violacions de seguretat, desenvolupen una tecnologia de seguretat d'autenticació mòbil basada en NFC. Aquesta tecnologia funciona amb principis similars a la seguretat d'autenticació de doble factor.
- Octubre de 2014: Dinube es converteix en la primera xarxa de pagament no amb targeta per introduir pagaments sense contacte NFC de manera nativa en un dispositiu mòbil, és a dir, sense necessitat d'un cas extern adjunt o 'sticker' NFC ni per a una targeta. Basat en l'emulació de la targeta de l'amfitrió amb el seu propi identificador d'aplicació (AID), el pagament sense contacte estava disponible a Android KitKat a l'alça i el llançament comercial va començar el juny de 2015.
- 2014: AT&T, Verizon i T-Mobile van llançar Softcard (anteriorment cartera mòbil ISIS). S'executa en telèfons Android habilitats per NFC i iPhone 4 i iPhone 5 quan s'adjunta una maleta NFC externa. La tecnologia va ser comprada per Google i el servei va finalitzar el 31 de març de 2015.
- Setembre de 2015: es va llançar la funció Android Pay de Google, un rival directe d'Apple Pay, i va començar el seu desplegament a través dels Estats Units.
- Novembre 2015: Swatch i Visa Inc. van anunciar una associació per permetre les transaccions financeres de NFC utilitzant el rellotge de polsera "Swatch Bellamy". El sistema està actualment en línia a Àsia, a través d'una associació amb China UnionPay i Bank of Communications. L'associació portarà la tecnologia als Estats Units, Brasil i Suïssa.

DispositiusNFC és una tecnologia de comunicacions sense fils de curt abast i alta freqüència que permet l'intercanvi de dades entre dos dispositius propers. Aquests dispositius reben el nom d'Iniciator (el que origina la transmissió) i Target (el receptor). L'iniciator genera un camp de radiofreqüència que alimenta el receptor. Això permet que els receptors puguin tenir formes i mides senzills, com etiquetes, adhesius, clauers o targetes que no requereixin bateries o fonts d'alimentació.
FreqüènciesNFC funciona en la banda de freqüències de 13,56 MHz, això fa que no s'apliqui cap restricció i no requereixi cap llicència pel seu ús.
Taxes de bits
Com que és una tecnologia que deriva del RFID, la qual s'ha estat utilitzant en múltiples aplicacions en entorns reals, NFC suporta taxes variables de transferència per assegurar la interoperabilitat amb la infraestructura ja existent. Actualment ofereix taxes de transferència de dades de 106, 212 i 424 Kbps, encara que s'esperen valors més elevats al llarg dels pròxims anys.
Etiquetes NFCLes etiquetes NFC contenen dades i tot i que la majoria solen ser de només-lectura, algunes poden ser regravables. Poden emmagatzemar de manera segura dades personals com informació de les targetes de crèdit, PINs i contactes de la xarxa, entre d'altres. El NFC Forum defineix quatre tipus d'etiquetes què proporcionen diferents velocitats de comunicació i capacitats en termes de configurabilitat, memòria, seguretat, retenció de dades i la resistència a l'escriptura. Aquestes etiquetes actualment ofereixen entre 96 i 4.096 bytes per memòria.
MagnetismeNFC es basa en el principi d'inducció electromagnètica pel qual dos circuits inductius propers comparteixen energia en ser col·locats dins els seus respectius camps propers (simulant la funció d'un transformador), podent transmetre així dades a distàncies de pocs centímetres.
Distàncies de treballLa distància teòrica de treball amb les antenes estàndard compactes és de fins a 20 cm i a la pràctica podem parlar d'uns 4 cm.
Modes de funcionamentSuporta dos modes de funcionament: actiu i passiu.
ActiuAmbdós dispositius generen el seu propi camp electromagnètic i els alternen per transmetre les seves dades. Un dispositiu desactiva el seu camp mentre està esperant per rebre la informació. En aquest mode, els dispositius solen disposar de fonts d'alimentació.
PassiuTan sols un dels dispositius genera el camp electromagnètic i l'altre s'aprofita de la modulació de la càrrega per a poder transferir les dades. L'iniciator de la comunicació és l'encarregat de generar aquest camp.
CodificacióNFC empra dos tipus de codificació diferents per transmetre les dades. Si un dispositiu transmet a 106 kbps, utilitza una versió modificada de la codificació Miller amb el 100% de modulació. En la resta dels casos, s'utilitza la codificació Manchester amb una proporció del 10% de la modulació.
CoordinacióEls dispositius NFC són capaços de rebre i transmetre dades al mateix temps. D'aquesta manera, es poden detectar possibles errors si la freqüència del senyal rebut no coincideix amb la freqüència del senyal transmès.

## Tecnologies relacionades
La possibilitat de comunicació sense fils basada en ones de radiofreqüència ha donat lloc al desenvolupament de nombroses tecnologies basades en el mateix principi físic. En la següent taula es detallen i comparen aquelles que complementen o tenen un àmbit d'aplicació equivalent a NFC.
|                            | NFC                                                                         | RFID                                             | WiFi | Bluetooth                                                                      | ZigBee                                                    | IrDA                                                                        |
| -------------------------- | --------------------------------------------------------------------------- | ------------------------------------------------ | --- | ------------------------------------------------------------------------------ | --------------------------------------------------------- | --------------------------------------------------------------------------- |
| Taxa de transferència      | 106 - 424 Kbps                                                              | 106 - 424 Kbps                                   | 11 - 200 Mbps | 1 - 480 Mbps                                                                   | 20 - 250 Kbps                                             | 1 Kbps – 100 Mbps                                                           |
| Freqüència de funcionament | 13,56 MHz                                                                   | 13,56 MHz                                        | 2'4, 5'25, 5'6, 5'8 GHz                                                                                          | 2'4 GHz                                                                        | 868/915 Mhz                                               | 2'4 GHz                                                                     |
| Nombre màxim dispositius   | 2                                                                           | 2                                                | Indefinida | 8                                                                              | Indefinida                                                | 2                                                                           |
| Temps d'inicialització     | < 0,1 ms                                                                    | < 0,1 ms                                         | < 0,1 ms | 6 s                                                                            | < 0,1 ms                                                  | 0,5 ms                                                                      |
| Abast                      | < 20 cm                                                                     | < 3 m                                            | < 100 m | < 30 m                                                                         | < 500 m                                                   | < 5 m                                                                       |
| Seguretat                  | Donada per la proximitat entre dispositius                                  | Donada per la proximitat entre dispositius       | Determinada pels mecanismes d'encriptació que s'utilitzin                                                        | Determinada pels mecanismes d'encriptació que s'utilitzin                      | Determinada pels mecanismes d'encriptació que s'utilitzin | Donada pel requeriment que ambdós dispositius estiguin en la linea de visió |
| Consum d'energia           | Mínim o inexistent                                                          | Mínim o inexistent                               | Alt per a dispositius alimentats amb bateries                                                                    | Alt per a dispositius alimentats amb bateries                                  | Molt baix                                                 | Baix                                                                        |
| Objectiu                   | Simplificar la interacció entre dispositius electrònics                     | Realitzar seguiment d'objectes i control d'accés | Reemplaçar cables en xarxes extenses, fonamentalment de tipus LANs                                               | Reemplaçar cables per connectar dispositius electrònics propers                | Control i monitoreig sense fils                           | Reemplaçar cables per connectar dispositius electrònics propers             |
| Exemples d'aplicacions     | Intercanvi de targetes personals electròniques apropant dos telèfons mòbils | Control d'inventari en supermercats              | Connexió entre dispositius d'una oficina (Pcs, impressores, etc.) dins d'un mateix edifici o en edificis propers | Connexió de perifèrics (teclat, ratolí, etc.) a una PDA a la mateixa habitació | Sensors que accionen mecanismes al món de l'agricultura   | Transferència d'arxius entre un telèfon mòbil i una PDA                     |

### Comparació amb Bluetooth
Bluetooth és un protocol de comunicació de curt abast amb alt nivell de seguretat. Va ser desenvolupat per Telecom Vendor Ericsson. Opera a la banda ISM (Indústria de la Ciència i la Medicina sense llicència), que és de 2,4 GHz. Bluetooth és una comunicació basada en paquets amb l'arquitectura de Master i Slave i es poden connectar fins a set dispositius alhora.
NFC treballa amb velocitats inferiors a les que ofereix Bluetooth, però consumeix molta menys energia i no requereix l'aparellament previ dels dispositius.
El temps de configuració de NFC és més ràpid que el de l'estàndard Bluetooth. En comptes de realitzar configuracions manuals per identificar els dispositius, la connexió entre ells és establerta de forma gairebé automàtica: uns 0'1 segons.
NFC opera a 13,56 MHz i pot treballar amb velocitats de dades de fins a 424 kbps, mentre que Bluetooth opera a la freqüència de 2,4 GHz i la màxima taxa és de 2.1 Mbps. Bluetooth pot treballar a unes distàncies compreses dins un radi de fins a 10 metres, mentre que NFC està dissenyada per treballar en unes distàncies d'uns 20 cm. Aquest detall podria semblar un punt negatiu en la tecnologia NFC, però aquest fet redueix la probabilitat d'intercepcions no desitjades. Això la fa especialment adequada per a zones on hi hagi molta gent amb dispositius d'aquest tipus, ja que la correlació d'un senyal amb el dispositiu de transmissió física (i per extensió amb el seu usuari) es fa difícil.
Pel que fa al consum energètic, NFC utilitza menys energia en comparació amb els dispositius Bluetooth, encara que quan els dispositius no estan alimentats (per exemple, un telèfon mòbil que estigui apagat) aquest consum augmenta considerablement, ja que alimentar les etiquetes passives requereix energia.

## Organismes, estàndards i projectes

### Estàndards
La tecnologia NFC ha estat estandarditzada per ISO/IEC (International Organization for Standardization/International Electrotechnical Comision), ETSI (European Telecommunications Standards Institute) i ECMA (European Computer Manufacturers Association).
Aquests estàndards especifiquen els esquemes de modulació, codificació, velocitat de transferències i el format de la trama de la interfície de radiofreqüència per a dispositius NFC, i també els esquemes d'inicialització i requisits pel control de col·lisions durant la inicialització del procés de comunicació. També defineixen el protocol de transport, incloent-hi mètodes d'activació de protocol e intercanvi de dades.

### Fòrum NFC
L'any 2004, un conjunt d'empreses internacionals, liderades per Nokia, Sony i NXP Semiconductors, van constituir el NFC Forum, una organització sense ànim de lucre i la missió de la qual és fomentar l'ús de la tecnologia NFC desenvolupant especificacions, assegurant la interoperabilitat entre dispositius i serveis i educant al mercat sobre aquesta tecnologia. En juny de 2013 el Fòrum NFC Forum disposava del suport de 190 empreses associades.

### Alternatives amb MicroSD i SIM
Per tal que els usuaris de telèfons mòbils no equipats amb xips o tecnologia NFC puguin disposar dels seus serveis es van crear una sèrie de dispositius complementaris com les targetes MicroSD o les SIM. N'hi hauria prou amb incorporar-les a qualsevol telèfon mòbil, fos quin fos el seu sistema operatiu, i s'afegís una aplicació especialment dissenyada per gestionar aquest nou element. Tot i així, el ritme de substitució de terminals és tan ràpid que no es creu que faci falta arribar a dedicar-hi molt treball per a solucionar aquests problemes.

### Altres organismes
- Organismes com el GSMA (GSM Association) també estan involucrats en diverses iniciatives, assegurant la interoperabilitat global dels serveis NFC o promovent la forma de pagament mitjançant dispositius mòbils.
- StoLPAN
- SCP (Smart Card Platform)
- GlobalPlatform
- EMVCo

## Comoditat i avantatges
L'evolució de la tecnologia RFID dins l'àrea de NFC ha donat lloc a un conjunt d'aplicacions reals que no només són tècnicament factibles sinó també comercialment viables. NFC ofereix una relació cost-benefici apropiada dins el mercat tecnològic actual i compleix amb els estàndards acordats internacionalment. El principal atractiu de la tecnologia NFC és que permet diferents formes de comunicació i transaccions d'un mode molt còmode e intuïtiu per l'usuari. Amb relació a aquesta simplicitat d'ús, es pot establir una analogia amb altres dispositius d'ús quotidià com podrien ser prémer un interruptor o obrir una porta. Així que, podem dir que aquesta tecnologia proporciona el servei desitjat a l'usuari mitjançant accions simples com "tocar" o "apropar" un dispositiu NFC a un altre, permetent així l'ús de qualsevol servei o interacció electrònica a gent de totes les edats o capacitats.

## Aspectes de seguretat i vulnerabilitat
NFC ofereix una seguretat intrínseca degut al limitat radi de comunicació entre iniciator i el target (pocs centímetres). Tot i així, encara que aquest fet dificulti la tasca de robar informació, de cap de les maneres garanteix que una comunicació via NFC no pugui ser vulnerada. Algunes de les amenaces més comunes són les esmentades a continuació:
- Espionatge i escoltes secretes
- Modificació de dades
- Atac de transmissió
- Corrupció de dades
- Atac Man-in-the-middle
- Dades sense xifrar
- Pèrdua o robatori
- Inserció de dades

Garantir la seguretat de les transmissions de dades per NFC requerirà la cooperació de moltes parts importants dins d'aquest projecte: els proveïdors dels dispositius hauran de protegir cada cop més fortament els terminals mitjançant forta criptografia i protocols d'autentificació; els clients o usuaris hauran de fer un òptim ús de contrasenyes i antivirus i també s'haurà de vetllar pel bon manteniment i la seguretat dels sistemes de transmissió emprats.

## Aplicacions
Existeixen nombroses aplicacions de NFC que a continuació les agruparem en tres grans grups segons la seva finalitat principal:

### Demanda de servei
Aquestes aplicacions consisteixen en el fet que l'usuari toqui amb el seu dispositiu NFC (per exemple, un telèfon) una etiqueta NFC que es trobi en un lloc determinat. D'aquesta manera, l'etiqueta transfereix al terminal una petita quantitat de dades (text, URL, número de telèfon o qualsevol altra informació breu) que permetran a l'usuari realitzar alguna acció. Alguns exemples d'aquest tipus d'aplicacions:
- Cartells intel·ligents (smart posters) a la via pública promocionant un producte, servei, acte, etc. que proporcionen un URL a l'usuari on pot obtenir més informació sobre el producte o servei publicitat, o bé reservar les entrades per l'esdeveniment.
- Informació addicional sobre productes en un comerç quan l'usuari toca un producte en concret amb el seu dispositiu NFC.
- Control de temperatura o il·luminació d'una habitació sense haver de moure's del lloc on la persona està asseguda (amb etiquetes ubicades en mobles i que l'usuari pot tocar amb el seu dispositiu NFC).
- Registre de visites efectuades per personal de guàrdia o seguretat d'un edifici a mesura que fa el recorregut rutinari per totes les zones definides del local.
- Etiquetes NFC personalitzades, on l'usuari pugui especificar una informació que serà utilitzada per uns altres dispositius quan vulguin utilitzar el seu servei: per exemple, etiquetes que contenen números telefònics i que s'enganxen a fotografies.

### P2P: Peer-to-peer
Aquest tipus d'aplicacions utilitzen NFC com a mecanisme per establir la comunicació entre dos dispositius que necessiten intercanviar dades.
- Transmissió de dades des d'una càmera digital a una impressora: mitjançant NFC s'estableix una connexió per Bluetooth que és la que s'utilitza per transmetre les fotografies.
- Intercanvi de targetes personals a través d'una connexió Bluetooth establerta per NFC.
- Configuració automàtica d'una connexió Wi-Fi en llocs públics: l'usuari toca amb el seu telèfon mòbil una etiqueta ubicada en la taula que li transmet la configuració de la xarxa i seguidament toca el seu ordinador personal per configurar-la i iniciar la connexió.

### Pagaments i compra de bitllets i entrades
Aquest tipus d'aplicacions són les que principalment van donar lloc als estàndards NFC. Donat que des de feia temps s'utilitzaven les targetes sense contacte per a algunes transaccions comercials i compra de bitllets en mitjans de transport, la nova tecnologia NFC va ser definida per mantenir compatibilitat amb les aplicacions existents. Alguns exemples:
- Pagaments en màquines expenedores automàtiques i parquímetres.
- Consulta de saldo en targetes per transport sense la necessitat d'haver d'anar a un lloc específic per obtenir aquesta informació.
- Cartera electrònica: realitzar totes les transaccions comercials utilitzant el telèfon mòbil, evitant la necessitat d'utilitzar targetes plàstiques.

### Altres
- Videojoc per a mòbil
- F2F
- PayPal
- Google Wallet
- Document d'identitat
- Targeta d'accés
- Lloguer de cotxes i claus d'hotel

## Telèfons habilitats amb NFC
- Android
- Ovi store/S40 & J2ME
- J2ME
- Bada
- MeeGo
- BlackBerry
- Windows Mobile 6.0
- Windows Mobile 8.0
- Windows Mobile 8.1